# Qikiqtania wakei
Qikiqtania wakei (лат., возможное русское название — кикиктания) — вид тетраподоморф клады элпистостегалий (Elpistostegalia), известных из верхнедевонской (нижнефранской) формации Фрам (Fram Formation) в Нунавуте, Канада. Является типовым и единственным видом рода Qikiqtania. Анализ костей грудного плавника позволяет предположить, что кикиктания не могла использовать свои конечности для передвижения по суше или по дну, в отличие от тиктаалика (Tiktaalik roseae). Необычное строение плавника свидетельствует о том, что предки кикиктании вторично вернулись в открытые воды.

## История открытия
Голотип кикиктании, NUFV 137, был обнаружен в 2004 году в слоях верхнедевонской (франской) формации Фрам на юге острова Элсмир, Нунавут, Канада. Этот образец состоит из нижней челюсти, частичной левой верхней челюсти и нёба, жаберных пластин, цератогиале, сочленённого левого грудного плавника и различных сочленённых чешуек. На момент публикации описания вида (2022 год) образец хранился в Канадском музее природы в Оттаве, Онтарио; в дальнейшем возможна его передача в Нунавут, если там появятся исследовательские и коллекционные центры.
На фоне революционных открытий, связанных с изучением тиктаалика из отложений той же формации, остатки кикиктании долгое время не исследовались. В марте 2020 года Джастин Лемберг и Томас Стюарт, научные сотрудники лаборатории доктора Нила Шубина в Чикагском университете, произвели компьютерную томографию одного из блоков породы с костями кикиктании. Они обнаружили скрытые под породой кости почти полного грудного плавника, что показало высокую научную значимость находки. Дальнейшее изучение остатков было заторможено закрытием кампуса университета в связи пандемией COVID-19. Летом 2020 года Марк Вебстер оказал помощь в распиливании блока с плавником, что позволило получить более качественный скан.
В июле 2022 года в журнале Nature было опубликовано научное описание Qikiqtania wakei за авторством Томаса Стюарта, Джастина Лемберга, Эйлиса Дейли, Эдварда Дэшлера и Нила Шубина. Родовое название Qikiqtania происходит от названия региона Кикиктани, где были найдены окаменелости. Видовое название wakei дано в память о покойном биологе-эволюционисте Дэвиде Уэйке.

## Описание
Длина тела голотипа кикиктании оценивается в 75 см, что говорит о меньших размерах по сравнению с другими родственными ей элпистостегалиями. Для сравнения: тиктаалик достигал от 1 до 2,5 м (по другим данным, до 3 м).
Авторы описания выделили следующую уникальную комбинацию признаков, отличавших кикиктанию от других известных элпистостегалий:
- дорсовентральная асимметрия лепидотрихий грудного плавника (признак также представлен у тиктаалика);
- наличие плечевой кости в форме бумеранга без вентрального гребня и связанных с ним отверстий и надмыщелков (в отличие от пандерихта[англ.], элпистостеги, тиктаалика и более производных таксонов).

Кикиктания обладала сильными челюстями, которые позволяли ей хорошо кусать и надёжно удерживать добычу. Зубы верхней челюсти были меньше, чем предчелюстные. Верхнечелюстные и предчелюстные зубы были одинаковыми по размеру. Вероятно, кикиктания могла втягивать пищу в рот с помощью всасывания. Сохранившаяся чешуя имела ромбовидную форму, в целом аналогичную чешуе других обладавших плавниками элпистостегалий. Остатки чешуи обнаружены на туловище, включая среднюю линию спины и боковую линию, а также на грудном плавнике. Чешуя боковой линии — особого чувствительного органа рыб — представляла собой полностью закрытую трубку, соединявшуюся с внешней средой через поры.
Компьютерная томография породы, содержащей левый грудной плавник, показала, что внутри находится почти целая конечность: плечевая, локтевая, лучевая и полулунная кости, третий мезомер, третья радиалия, «паутина» плавника и связанные с ней чешуйки. На плечевой кости кикиктании не было выступов, которые могли бы соответствовать местам прикрепления мышц и суставов, как у родственных полусубаэральных таксонов. Вместо этого верхняя часть плечевой кости была гладкой и изогнутой, что больше подходит для жизни под водой. Такое строение могло обеспечивать уникальную стратегию управления гидродинамическими силами. Другие стволовые тетраподы, такие как Tristichopteridae, Osteolepidae или Rhizodontida, не обладали особенностями строения плавника, которые были характерны для кикиктании. Это навело палеонтологов на мысль о том, что строение плавника кикиктании было приобретено независимо, а не унаследовано от более примитивных рыб. При этом предполагается, что тиктаалик мог использовать свои конечности для поддержания тела при передвижении по мелководью или на суше. Авторы описания предположили, что предки кикиктании начали адаптироваться к земноводной экологической нише, но в какой-то момент им стало выгоднее оставить передние конечности загребающими воду. Исследователи также предположили, что плечевая кость GSM 104536 из верхнего девона Шотландии входила в состав плавника-лопасти похожей на кикиктанию элпистостегалии. Это свидетельствует о большем разнообразии ранних элпистостегалий, чем считалось прежде.
Научно-популярный писатель Карл Циммер назвал открытие кикиктании мощным противодействием мифу о «марше прогресса»:
Один из самых больших мифов об эволюции заключается в том, что это неумолимое движение прогресса. На самом деле эволюция — это не линейный путь, а ветвящееся дерево. Новые виды не возникают как часть какой-то долгосрочной цели; они приспосабливаются к новым возможностям в окружающей среде.
Оригинальный текст (англ.)One of the biggest myths of evolution is that it is a relentless march of progress. In fact, evolution is not a linear track, but a branching tree. New species do not arise as part of some long-term goal; they adapt to new opportunities in their surroundings.Карл Циммер, The New York Times
- Материал голотипа
- КТ-сканы нижней челюсти
- Грудной плавник
- Различные чешуйки

## Филогения
Кикиктания является представителем элпистостегалий (Elpistostegalia) — группы лопастепёрых рыб (Sarcopterygii), которая в конечном итоге привела к возникновению четвероногих (Tetrapoda). Во всех филогенетических анализах она была восстановлена в более производной позиции, чем пандерихт. Взаимоотношения между кикиктанией, тиктааликом и элпистостегой разнятся в зависимости от метода анализа. Согласно байесовскому анализу, кикиктания может быть сестринским таксоном тиктаалика. В анализе с использованием метода максимальной парсимонии она занимает промежуточную позицию между тиктааликом и элпистостегой. Оба варианта имеют довольно слабую поддержку. Ниже представлена строго консенсусная кладограмма, полученная Stewart et al. (2022) с использованием метода максимальной парсимонии:
|  | Qikiqtania |
|  | |
|  | Tiktaalik |
|  | |
|  | Elpistostege |
|  | |
|  | \| \| Parmastega \| \| \| \| \| \| Ventastega \| \| \| \| \| \| Acanthostega \| \| \| \| \| \| Elginerpeton \| \| \| \| \| \| Ymeria \| \| \| \| \| \| Ichthyostega \| \| \| \| |
|  | |
|  | Parmastega |
|  | |
|  | Ventastega |
|  | |
|  | Acanthostega |
|  | |
|  | Elginerpeton |
|  | |
|  | Ymeria |
|  | |
|  | Ichthyostega |
|  | |

|  | Parmastega   |
|  |              |
|  | Ventastega   |
|  |              |
|  | Acanthostega |
|  |              |
|  | Elginerpeton |
|  |              |
|  | Ymeria       |
|  |              |
|  | Ichthyostega |
|  |              |

|  | Qikiqtania |
|  | |
|  | Tiktaalik |
|  | |
|  | Elpistostege |
|  | |
|  | \| \| Parmastega \| \| \| \| \| \| Ventastega \| \| \| \| \| \| Acanthostega \| \| \| \| \| \| Elginerpeton \| \| \| \| \| \| Ymeria \| \| \| \| \| \| Ichthyostega \| \| \| \| |
|  | |
|  | Parmastega |
|  | |
|  | Ventastega |
|  | |
|  | Acanthostega |
|  | |
|  | Elginerpeton |
|  | |
|  | Ymeria |
|  | |
|  | Ichthyostega |
|  | |

|  | Parmastega   |
|  |              |
|  | Ventastega   |
|  |              |
|  | Acanthostega |
|  |              |
|  | Elginerpeton |
|  |              |
|  | Ymeria       |
|  |              |
|  | Ichthyostega |
|  |              |

|  | Qikiqtania |
|  | |
|  | Tiktaalik |
|  | |
|  | Elpistostege |
|  | |
|  | \| \| Parmastega \| \| \| \| \| \| Ventastega \| \| \| \| \| \| Acanthostega \| \| \| \| \| \| Elginerpeton \| \| \| \| \| \| Ymeria \| \| \| \| \| \| Ichthyostega \| \| \| \| |
|  | |
|  | Parmastega |
|  | |
|  | Ventastega |
|  | |
|  | Acanthostega |
|  | |
|  | Elginerpeton |
|  | |
|  | Ymeria |
|  | |
|  | Ichthyostega |
|  | |

|  | Parmastega   |
|  |              |
|  | Ventastega   |
|  |              |
|  | Acanthostega |
|  |              |
|  | Elginerpeton |
|  |              |
|  | Ymeria       |
|  |              |
|  | Ichthyostega |
|  |              |

|  | Qikiqtania |
|  | |
|  | Tiktaalik |
|  | |
|  | Elpistostege |
|  | |
|  | \| \| Parmastega \| \| \| \| \| \| Ventastega \| \| \| \| \| \| Acanthostega \| \| \| \| \| \| Elginerpeton \| \| \| \| \| \| Ymeria \| \| \| \| \| \| Ichthyostega \| \| \| \| |
|  | |
|  | Parmastega |
|  | |
|  | Ventastega |
|  | |
|  | Acanthostega |
|  | |
|  | Elginerpeton |
|  | |
|  | Ymeria |
|  | |
|  | Ichthyostega |
|  | |

|  | Parmastega   |
|  |              |
|  | Ventastega   |
|  |              |
|  | Acanthostega |
|  |              |
|  | Elginerpeton |
|  |              |
|  | Ymeria       |
|  |              |
|  | Ichthyostega |
|  |              |